# Carl Uhlig

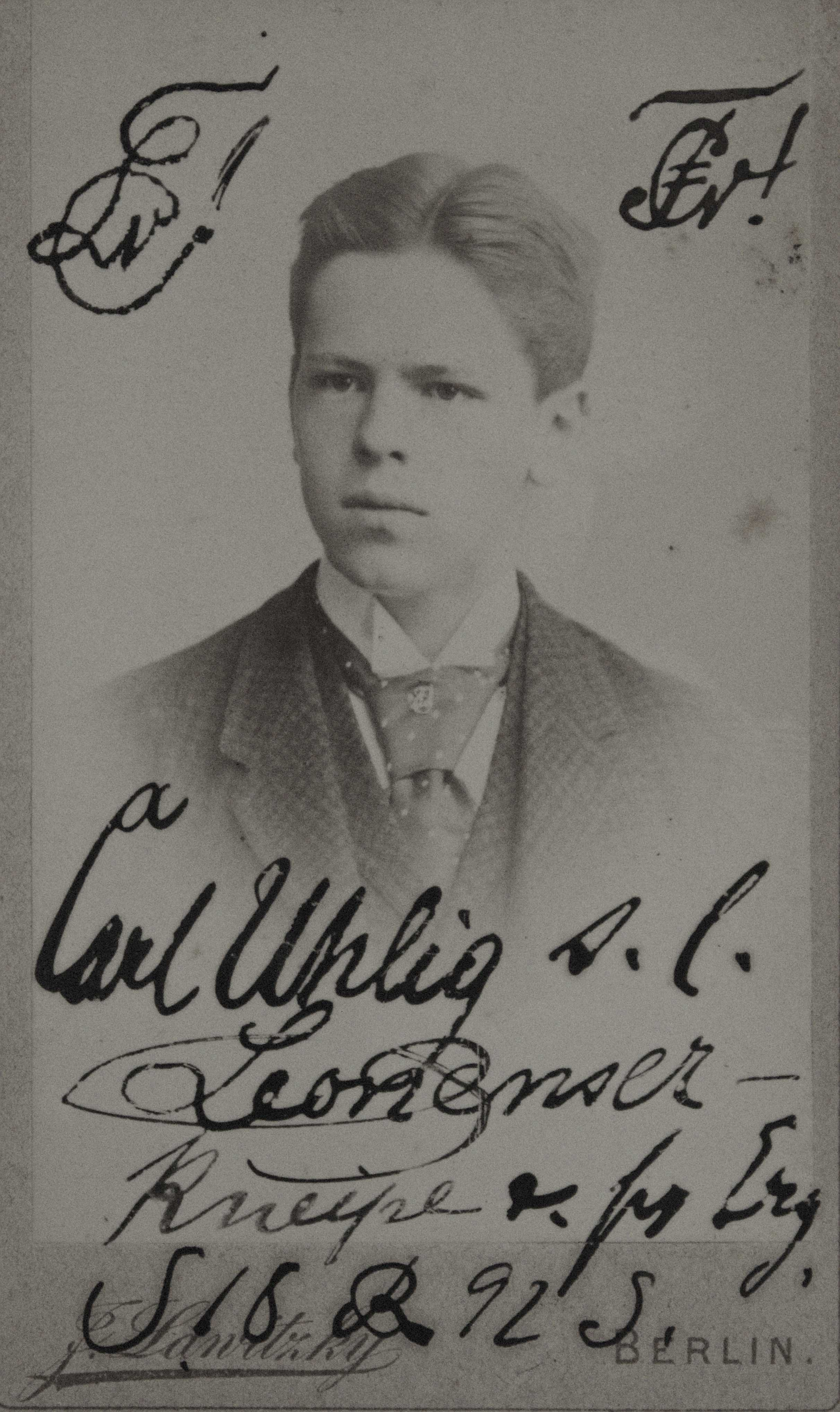
Uhlig als Mitglied der Verbindungen Leonensia und Frisia (um 1892)

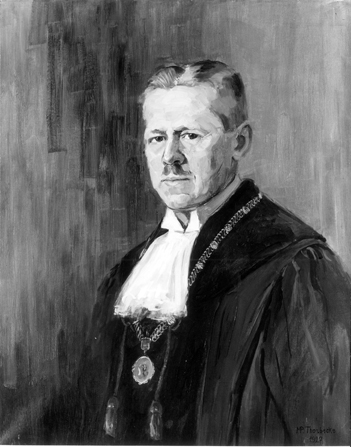
Carl Uhlig in der Tübinger Professorengalerie

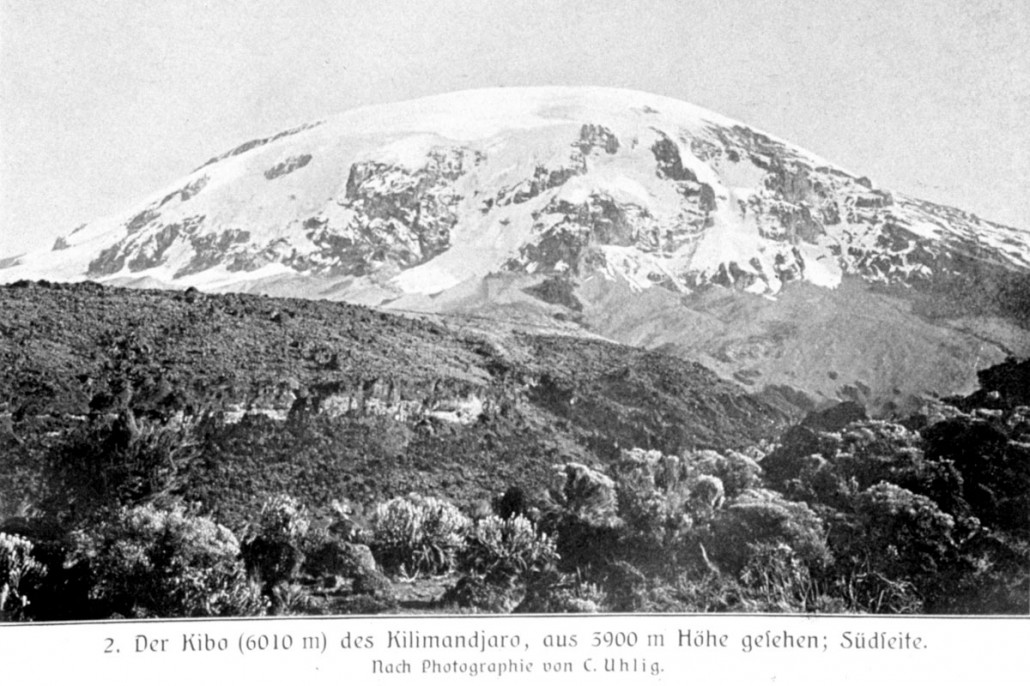
Der Kibo (6010 m) des Kilimandjaro aus 3900 m Höhe gesehen. Südseite. Nach einem Foto von Carl Uhlig.

 Carl Uhlig (* 29. August 1872 in Heidelberg; † 12. September 1938 in Tübingen) war ein deutscher Meteorologe und Geograph.

## Leben und Wirken
Als Sohn von Gustav Uhlig geboren, studierte Carl Uhlig nach dem Besuch des Heidelberger Gymnasiums Geographie, Naturwissenschaften, Mathematik und Physik in Heidelberg, Halle, Göttingen und Berlin. Während seines Studiums in Heidelberg war er Schüler des Geographen Alfred Hettner und wurde 1890 Mitglied der Verbindung Leonensia; in Göttingen wurde er 1892 Mitglied der Verbindung und späteren Burschenschaft Frisia.
Nach seiner Anstellung 1900 bis 1906 im Reichsdienst als Meteorologe und Geograph der Regierung von Deutsch-Ostafrika war Uhlig zunächst Dozent an der Universität Berlin und von 1910 bis 1937 Professor für Geographie an der Eberhard Karls Universität Tübingen, als deren Rektor er 1926/27 fungierte. Er forschte 1901 am Kilimandscharo und Mount Meru. Der erste Aufstieg zum Gipfel des Meru wird Carl Uhlig 1901 bzw. Fritz Jaeger 1904 zugeschrieben. Der Hauptartikel zum Kilimandscharo sowie weitere Artikel im Deutschen Kolonial-Lexikon von 1920 stammen von Uhlig.
1904 war Uhlig wieder am Kilimandscharo und an der ostafrikanischen Bruchstufe sowie am Victoriasee. Während dieser Expedition mit Jaeger entdeckte Uhlig die Engaruka Ruinen. Die beiden Forscher lagerten am 29. September und am 5. Oktober 1904 am Engaruka Stream. Beide führten diese Entdeckung in ihren späteren Unterlagen bzw. Veröffentlichungen nicht weiter aus.
1903 bereiste Uhlig Ägypten sowie 1906 Transvaal und die Kapkolonie. Er las seit 1907 Landeskunde von Deutsch-Ostafrika am Orientalischen Seminar zu Berlin, habilitierte sich 1908 an der Universität Berlin und wurde 1910 ordentlicher Professor der Geographie in Tübingen. Uhlig führte von Mai bis Oktober 1910 im Auftrag des Deutsch-Ostafrikanischen Studiensyndikat eine Expedition zur Untersuchung des Magadisees durch. 1914 wurde er Mitglied der Deutschen Akademie der Naturforscher Leopoldina. Er war Ehrendoktor der Universität Uppsala.

## Uhlig-Gletscher
Ein kleiner Einzelgletscher an der West-Flanke des Kibos, in der Western Breach, wurde nach Uhlig als Uhlig-Gletscher benannt, ist aber nicht auf allen historischen Gletscher-Karten des Kilimanjaros verzeichnet. Der Gletscher lag auf rund 5200 m Höhe zwischen dem Kleinen Penck-Gletscher und dem Arrow-Gletscher. Im Zuge des Gletscherrückgangs am Kilimanjaro ist der Uhlig-Gletscher bereits komplett abgeschmolzen. In einer Gletscherkarte von 1997 war er als Fragment noch eingetragen.

## Publikationen (Auswahl)
- Regenmessungen aus Usambara. In: Berichte über Land- und Forstwirtschaft in Deutsch-Ostafrika. Band 1, Nr. 7, 1903, ZDB-ID 841734-9, S. 467–562.
- Wirtschaftskarte von Deutsch-Ostafrika (= Beilage zu: Jahresbericht über die Entwickelung der deutschen Schutzgebiete in Afrika und der Südsee. = Denkschrift über die Entwicklung der deutschen Schutzgebiete in Afrika und der Südsee. 1902/1903, ZDB-ID 2062467-0). 2 Blätter. Reimer, Berlin 1904, (Die topographische Grundlage ist die Karte von Max Moisel);
  - Blatt 1: Bodenschätze. Produktionsmöglichkeit durch Sammeln und Jagd. Viehzucht. Industrie. (Digitalisat);
  - Blatt 2: Vegetationsverhältnisse. Landbau der Eingeborenen. Plantagen. (Digitalisat).
  - dazu: Erläuterungen zur Wirtschaftskarte von Deutsch-Ostafrika. In: Jahresbericht über die Entwickelung der deutschen Schutzgebiete in Afrika und der Südsee. Anhang, 1902/1903, S. 501–525.
- Vom Kilimandscharo zum Meru. Vorläufige Mitteilungen über eine Forschungsreise. In: Zeitschrift der Gesellschaft für Erdkunde zu Berlin. 1904, ISSN 1614-2055, S. 627–650, S. 692–718.
- mit Fritz Jaeger: Die Ostafrikanische Bruchstufe und die angrenzenden Gebiete zwischen den Seen Magad und Lawa ja Mweri sowie dem Westfuß des Meru. Wissenschaftliche Ergebnisse der Ostafrikanischen Expedition der Otto Winter-Stiftung. 2 Bände. 1909–1942;
  - Band 1: Carl Uhlig: Die Karte (= Mitteilungen aus den deutschen Schutzgebieten. Ergänzungshefte. 2, ZDB-ID 515836-9). Mit einem Beitrag von Bernhard Struck. Mittler, Berlin 1909, (Digitalisat);
  - Band 2: Carl Uhlig, Fritz Jaeger: Bodengestalt und Landschaft (= Wissenschaftliche Veröffentlichungen des Deutschen Instituts für Länderkunde. Neue Folge 10, ISSN 0070-4482). Hirt, Leipzig 1942.
- Artikel in: Heinrich Schnee (Hrsg.): Deutsches Kolonial-Lexikon. 3 Bände. Quelle & Meyer, Leipzig 1920.